# Ficus tunicata
Ficus tunicata är en mullbärsväxtart som beskrevs av Edred John Henry Corner. Ficus tunicata ingår i släktet fikonsläktet, och familjen mullbärsväxter. Inga underarter finns listade i Catalogue of Life.